# 遊佐象潟道路
遊佐象潟道路（ゆざきさかたどうろ）は、山形県飽海郡遊佐町の遊佐鳥海ICから秋田県にかほ市の象潟ICに至る延長17.9 km（キロメートル）の高規格幹線道路（高速自動車国道に並行する一般国道自動車専用道路）である。

## 概要
国道7号の自動車専用道路として整備が進められている。新潟県から山形県・秋田県を経由して青森県に至る延長約322 km（新潟空港IC - 青森IC）日本海沿岸東北自動車道の一部を構成する。山形県区間は国土交通省東北地方整備局酒田河川国道事務所により、秋田県区間は秋田河川国道事務所により事業がすすめられている。

### 路線データ
- 起点 - 山形県飽海郡遊佐町北目（遊佐鳥海インターチェンジ）
- 終点 - 秋田県にかほ市象潟町小滝（象潟インターチェンジ）
- 延長 - 17.9 km（山形県区間8.0 km、秋田県区間9.9 km）
- 構造規格 - 第1種第3級
- 幅員 - 12.0 m（完成2車線）
- 設計速度 - 80 km/h

## 歴史
前後区間の整備が進むなか、ミッシングリンクとして残された県境区間は2013年（平成25年）5月に朝日温海道路と共に事業化された。
用地買収、埋蔵文化財調査が順調に進んだ場合小砂川IC - 象潟ICが2025年度（令和7年度）に、遊佐鳥海IC - 吹浦ICが2026年度（令和8年度）に開通予定である。残る吹浦IC - 小砂川ICの開通時期については、構造物工事や切土工事の進捗を踏まえて精査中である。

### 年表
- 1999年（平成9年）1月 - 基本計画決定
- 2012年（平成24年）7月27日 - 都市計画決定（1・5・1号遊佐吹浦線[注釈 2]および1・5・4号象潟南高速線[注釈 3]）[6][7][8][9]
- 2013年（平成25年）5月15日 - 事業化[3]
- 2016年（平成28年）1月 - 用地買収着手
- 2016年（平成28年）10月 - 工事着手

## 地理

### 通過する自治体
- 山形県
  - 飽海郡遊佐町
- 秋田県
  - にかほ市

### インターチェンジなど
| IC 番号                                 | 施設名     | 接続路線名             | 備考             | 所在地 | 所在地        |
| --------------------------------------- | ---------- | ---------------------- | ---------------- | ------ | ------------- |
| E7 日本海沿岸東北自動車道               |            |                        |                  |        |               |
|                                         | 遊佐鳥海IC | 国道345号              | 2026年度開通予定 | 山形県 | 飽海郡 遊佐町 |
|                                         | 吹浦IC     | 国道7号                | 2026年度開通予定 | 山形県 | 飽海郡 遊佐町 |
|                                         | 女鹿IC     | 国道7号                | 開通時期未定     | 山形県 | 飽海郡 遊佐町 |
|                                         | 小砂川IC   | 国道7号                | 2025年度開通予定 | 秋田県 | にかほ市      |
| 11                                      | 象潟IC     | 秋田県道58号象潟矢島線 |                  | 秋田県 | にかほ市      |
| E7 日本海東北自動車道（仁賀保本荘道路） |            |                        |                  |        |               |